# Gun Fight
Gun Fight ist ein Arcade-Spiel im Western-Look, das 1975 von Midway entwickelt wurde. Es war das erste Spiel, das im Gegensatz zur TTL-Technik bereits einen Mikroprozessor verwendete. Außerdem war es das erste japanische Spiel, das in die USA exportiert wurde.

## Spielprinzip
Zwei Cowboys müssen versuchen, den jeweils anderen Spieler zu erschießen. Sie befinden sich am linken und rechten Bildschirmrand und können sich lediglich vertikal (aufwärts/abwärts) bewegen. In der Bildschirmmitte befinden sich Kakteen, durch die man nicht schießen kann. Gelegentlich fährt eine Kutsche durchs Bild. Für jeden Treffer gibt es einen Punkt. Die Spielrunden dauern in der Regel 90 Sekunden. Normalerweise spielen zwei Spieler gegeneinander. Man kann aber auch gegen den Computer spielen.

## Technik
Gun Fight benutzt einen intel-8080-Prozessor. Der Monitor ist ein 19-Zoll-Schwarzweiß-Monitor mit gelber Overlay-Folie.

### Steuerung
Jeder Spieler hat einen Joystick, der die Spielfigur steuert, und einen Hebel, der die Schussrichtung festlegt. Im Gegensatz zu anderen Spielen befindet sich der Joystick auf der rechten Seite.

## Entwicklung
Das Spiel wurde zuerst als Gunman von Taito TTL-basiert entwickelt. 1975 wurde es an Bally/Midway für die USA lizenziert. DNA Dave (Nutting Associates), bei der auch Nolan Bushnell (später Atari) arbeitete, plante zunächst das Spiel Sea Wolf herauszubringen, entschied sich aber dann für Gun Fight.
Space Invaders (Taito, 1978) basiert auf dieser von Dave Nutting erfundenen 8080-Schwarzweiß-Plattform.

## Nachfolger und Portierungen

### Nachfolger
1977 erschien unter dem Namen Boot Hill – mit gestaltetem Hintergrundbild (Overlay), zu sehen im Film Zombie (Dawn of the Dead), ein Nachfolger.

### Portierungen
Es gab später diverse Portierungen für Homecomputer, z. B. den Commodore 64, teils unter Namen wie Gunfight oder Gun Smoke.